# Sister Feelings Call
Das Album Sister Feelings Call ist das vierte Studioalbum der schottischen Band Simple Minds, das gleichzeitig mit dem Album Sons and Fascination erschien.

## Geschichte
Am gleichen Tag wie Sister Feelings Call erschien auch das Album Sons and Fascination. Beide Alben bilden im Grunde ein Album; dass zwei Alben veröffentlicht wurden, wird unter anderem damit erklärt, dass nicht alle Songs auf ein Album passten und man auf kein Lied verzichten wollte. Auf der Hand lag ein Doppelalbum, was der Plattenfirma aber nicht recht war. Die genauen Hintergründe bleiben auf jeden Fall unklar.
Mit Steve Hillage hatte man einen Produzenten gewonnen, der es schaffte, dem ganzen Album seinen Stempel aufzudrücken. Es klingt sehr einheitlich, man ging viel sparsamer mit Effekten um und stellte Genauigkeit in den Vordergrund, um die Ideen der Band auch im Klang umzusetzen.
The American wurde als Single ausgekoppelt.
Bei der Wiederveröffentlichung auf CD wurde Sister Feelings Call in das Album Sons and Fascination integriert und nicht separat wiederveröffentlicht. 2012 wurde das Album in dem X5 Box-Set von Virgin Records als ein Teil einer Doppel-CD mit Sons and Fascination mit zwei Bonustracks doch wiederveröffentlicht.

## Titelliste
1. Theme for Great Cities (5:50)
2. The American (3:49)
3. 20th Century Promised Land (4:53)
4. Wonderful in Young Life (5:20)
5. League of Nations (4:55)
6. Careful in Career (5:08)
7. Sound in 70 Cities (5:01)

Bonustracks
8. The American (Extended) (7:03)
9. League of Nations (Live) (6:22)

## Musiker
- Jim Kerr (Gesang)
- Charlie Burchill (Gitarre)
- Derek Forbes (Bass)
- Brian McGee (Schlagzeug, Percussion)
- Michael MacNeil (Keyboards)